# Henry Dougier
Henry Dougier (n. Neuilly-sur-Seine, Francia; 27 de septiembre de 1936) es el fundador de la Editorial Autrement.
En mayo de 1968, tenía 38 años, y había trabajado en el servicio de marketing de Shell y dirigido la revista Management.
Los eventos de este periodo en París lo marcaron profundamente, y se planteó una serie de interrogantes de tipo social que lo llevaron a fundar en 1975 una revista trimestral de análisis social, la cual evolucionaria hasta convertirse en la editorial Autrement.
- Datos: Q5894511
- Multimedia: Henry Dougier / Q5894511